# Comté de Todd (Minnesota)
Pour les articles homonymes, voir Comté de Todd.
Le comté de Todd, en anglais : Todd County, est situé dans l’État du Minnesota, aux États-Unis. Il comptait 25 426 habitants  en 2000. Son siège est Long Prairie.